# Curtis Mayfield
Curtis Lee Mayfield (Chicago, 3 giugno 1942 – Roswell, 26 dicembre 1999) è stato un cantante, chitarrista e compositore statunitense.
È stato un musicista afro-americano di soul, funk e rhythm & blues, noto specialmente per la colonna sonora del film Super Fly, principale film della cosiddetta blaxploitation.

## Biografia

### I primi anni e gli Impressions
Nato a Chicago (Illinois), Mayfield si fece notare come cantante principale e compositore della band degli Impressions, quindi intraprese una carriera solista di successo. Mayfield fu tra i primi di una nuova generazione di artisti e compositori R&B afro-americani a inserire riflessioni sociali nelle sue opere. Questa musica-messaggio (message music) divenne estremamente popolare durante il periodo di fermento politico e di sommovimenti sociali degli anni sessanta e settanta.
La carriera di Mayfield iniziò nel 1958, quando diede vita agli Impressions, insieme a Jerry Butler, Sam Gooden, Richard Brooks e Arthur Brooks. La band ebbe tra i suoi successi For Your Precious Love e Gypsy Woman. Dopo l'abbandono del gruppo da parte di Butler, sostituito da Fred Cash, Mayfield divenne il cantante principale, sempre restando il principale compositore della band. "Amen", una versione aggiornata di un vecchio motivo gospel, fu incluso nella colonna sonora del film del 1963 della Metro Goldwyn Mayer Lilies of the Field, con protagonista Sidney Poitier. Gli Impressions raggiunsero il massimo della loro popolarità nella seconda metà degli anni Sessanta, con una serie di canzoni scritte da Mayfield tra cui Keep On Pushin', People Get Ready, Choice of Colors, This is My Country, e We People Who Are Darker than Blue. We're a Winner di Mayfield divenne virtualmente l'inno dei movimenti del potere nero e dell'orgoglio nero.

### Carriera solista
Nel 1970 Mayfield lasciò gli Impressions e intraprese una carriera solista inaugurata con l'album Curtis, fondando l'etichetta discografica indipendente Curtom Records. La Curtom pubblicò la maggior parte dei fondamentali dischi di Mayfield degli anni Settanta, insieme a dischi degli Impressions, di Leroy Hutson, The Staples Singers, Mavis Staples e Baby Huey and the Babysitters, un gruppo di cui a quel tempo faceva parte Chaka Khan. Molti di questi dischi furono anche prodotti da Mayfield.
L'apice, tanto commerciale quanto artistico, della sua carriera solista arrivò nel 1972 con l'album Super Fly, colonna sonora dell'omonimo film (inquadrabile nella corrente della cosiddetta blaxploitation, termine derivante dalla contrazione dei termini "black" ed "exploitation"; v.); fu un album molto influente. I testi di Mayfield contenevano duri commenti sulla situazione che imperversava nei ghetti neri del tempo, in precedenza non molto presenti nei film della blaxploitation. Bob Donat scrisse nel 1972 su Rolling Stone che mentre il messaggio del film "[...] era diluito da contrastanti scopi schizoidi" perché "rende affascinante la coscienza machisto-cocainomane [...] il messaggio anti-droga nella colonna sonora di Mayfield è molto più forte e più definito che nel film". Insieme a What's Going On di Marvin Gaye e Innervisions di Stevie Wonder, questo album introdusse un nuovo, socialmente consapevole, stile funky nella popolare musica soul.

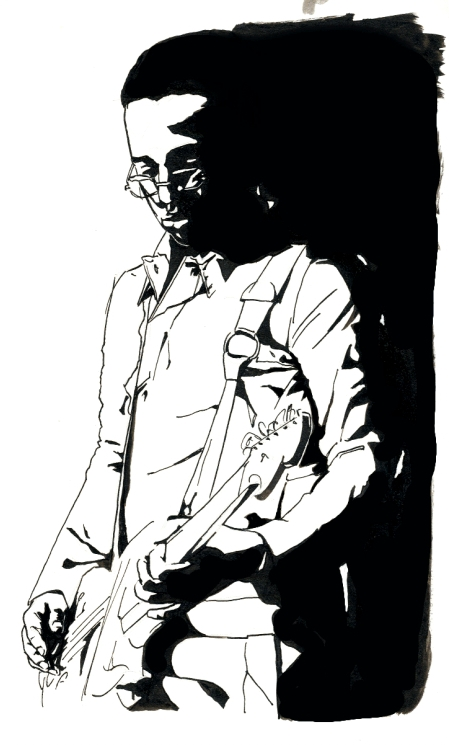
Ritratto dell'artista

Il successo di Super Fly costrinse quasi Mayfield a comporre le colonne sonore per altri due film appartenenti alla corrente della blaxploitation, che però fece cantare da altri. Gladys Knight & the Pips incisero la colonna sonora di Mayfield per Claudine nel 1974, mentre Aretha Franklin incise la colonna sonora di Sparkle nel 1976.

### Gli ultimi anni
Mayfield fu attivo per tutti gli anni Settanta e Ottanta, sebbene egli preferisse mantenere un profilo piuttosto basso. Il 13 agosto 1990, durante un concerto a Brooklyn, una parte dell'impianto di illuminazione del palco cadde addosso a Mayfield, fratturandogli la colonna vertebrale e paralizzandolo dal collo in giù. Nonostante questa tragedia, Mayfield riuscì comunque ad andare avanti: pur essendo ormai incapace di suonare la chitarra, riuscì a scrivere, cantare (pur con grande sofferenza, e di solito cantando solo un verso per volta) e dirigere le registrazioni dell'album del suo ritorno: New World Order, del 1997.
Tuttavia la sfortuna parve accanirsi nei confronti di Mayfield: nel 1998, infatti, dovettero amputargli la gamba destra, a causa del diabete di cui il cantante soffriva.
Curtis Mayfield morì all'età di 57 anni il 26 dicembre 1999, a Roswell (Georgia).

## Riconoscimenti e premi
Mayfield nel corso della sua carriera ha ottenuto nove nomination ai Grammy Awards. Nel 1994 ha vinto il Grammy Legend Award e nel 1995 gli è stato assegnato il premio Grammy alla carriera.
Nel 1991 è entrato a far parte della Rock and Roll Hall of Fame.
Come membro degli Impressions, Mayfield fu inserito, dopo la morte, nella Vocal Group Hall of Fame nel 2003.

## Discografia
- Curtis (1970)
- Curtis/Live! (1971)
- Roots (1971)
- Super Fly (1972) - prima posizione nella Billboard 200 per quattro settimane
- Curtis in Chicago (1973)
- Back to the World (1973)
- Sweet Exorcist (1974)
- Got to Find a Way (1974)
- Claudine (Gladys Knight and the Pips) (1974)
- Let's Do It Again (The Staple Singers) (1975)
- There's No Place Like America Today (1975)
- Sparkle (Aretha Franklin) (1976)
- Give, Get, Take and Have (1976)
- A Piece of the Action (Mavis Staples) (1977)
- Short Eyes (1977)
- Never Say You Can't Survive (1977)
- Do It All Night (1978)
- Heartbeat (1979)
- Something to Believe In (1980)
- The Right Combination (with Linda Clifford) (1980)
- Love is the Place (1982)
- Honesty (1983)
- We Come in Peace with a Message of Love (1985)
- Live in Europe (1988)
- People Get Ready: Live at Ronnie Scott's (1988)
- Take It to the Streets (1990)
- New World Order (1996)

### Raccolte
- The Anthology 1961-1977 (1992)
- People Get Ready: The Curtis Mayfield Story (1996)
- The Very Best of Curtis Mayfield (1997)
- Soul Legacy (2001)
- Greatest Hits (2006)